# Отто Барт
Отто Барт (нім. Otto Barth; 18 червня 1891, Дрезден — 3 травня 1963, Ерланген) — німецький офіцер, генерал-майор вермахту. Кавалер Лицарського хреста Залізного хреста.

## Біографія
30 березня 1911 року вступив фанен-юнкером у 5-й саксонський королівський артилерійський полк № 64. Учасник Першої світової війни. 31 березня 1920 року демобілізований, працював у різноманітних комерційних компаніях. 1 лютого 1935 року призваний на випробувальну службу запасним офіцером, 1 травня прийнятий на дійсну службу.
З 11 грудня 1940 року — командир 117-го артилерійського полку. Учасник боїв на радянсько-німецькому фронті. 17 травня 1943 року переведений у резерв. З 17 вересня 1943 по 13 липня 1944 року — керівник курсу в 1-му артилерійському училищі, пройшов курс підготовки командира дивізії. 29 липня 1944 року приєднався до групи армій «Північ», з 15 серпня 1944 по 30 січня 1945 року — командир 30-ї піхотної дивізії.
З 16 лютого по 8 травня 1945 року — командир 21-ї польової дивізії люфтваффе. 9 травня 1945 року потрапив у радянський полон в Курляндії. Звільнений 9 жовтня 1955 року.

## Звання
- Фанен-юнкер (30 березня 1911)
- Фенрих (26 листопада 1911)
- Лейтенант (9 серпня 1912)
- Оберлейтенант (22 травня 1917)
- Гауптман (1 вересня 1936)
- Майор (1 березня 1937)
- Оберстлейтенант (1 серпня 1940)
- Оберст (1 лютого 1942)
- Генерал-майор (9 листопада 1944)

## Нагороди

### Перша світова війна
- Залізний хрест 2-го і 1-го класу
- Нагрудний знак «За поранення» в чорному
- Лицарський хрест Військового ордена святого Генріха (7 травня 1918)

### Міжвоєнний період
- Почесний хрест ветерана війни з мечами
- Медаль «За вислугу років у Вермахті» 4-го, 3-го і 2-го класу (18 років)

### Друга світова війна
- Застібка до Залізного хреста 2-го і 1-го класу
- Медаль «За зимову кампанію на Сході 1941/42»
- Сертифікат Пошани Головнокомандувача Сухопутних військ Вермахту (№ 1238; 5 жовтня 1942)
- Німецький хрест в золоті (9 жовтня 1942)
- Лицарський хрест Залізного хреста (8 травня 1943)
- Відзначений у Вермахтберіхт
  - «В оборонних боях на південний схід від Лібау франконсько-баварська 4-та танкова дивізія під командуванням генерал-майора Бецеля і північно-німецька 30-та піхотна дивізія під командуванням оберста Барта зірвали можливий прорив ворога в умовах жорстокої оборони та енергійної контратаки у критичному місці.» (3 листопада 1944)
- Нарукавна стрічка «Курляндія»